# Werner Weber (Maler)
Werner Weber (* 1. Januar 1892 in Langnau am Albis; † 15. August 1977 in Rüschlikon) war ein Schweizer Maler.

## Leben und Werk
Werner Weber war der älteste Sohn des Primarlehrers Adolf Weber und der Josefina, geborene Würth. Er besuchte die Schulen in Zürich und Andelfingen. 
Weber besuchte vom September 1906 bis Oktober 1909 sowie im Sommer und Herbst des Jahres 1910 Kurse an der Zeichnungsschule des Industrie- und Gewerbemuseums St. Gallen. Seine Lehrer waren u. a. Johannes Stauffacher (1850–1916), Carl Brägger (1875–1907) und dessen Nachfolger Hugo Pfendsack (1871–1940). Im Laufe seiner Ausbildung sah Weber seine Zukunft je länger je weniger im Beruf des Stickereizeichners und litt gleichzeitig darunter, dass er gerade für diese Berufsbildung von seinem Gönner Hermann Reiff-Frank aus Zürich Geld erhielt. In der Folge nahm er nur noch sporadisch am Unterricht teil und musste nach einer Aussprache die Schule kurzzeitig verlassen. Dank dem Direktor und späteren väterlichen Freund Karl Emil Wild-Gsell, der Webers künstlerische Begabung erkannte, wurde er wieder als Hospitant aufgenommen. 
Werner Weber lernte an der Schule den späteren Maler und Holzschneider Giovanni Müller (Johannes Müller) kennen, mit dem er dank eines Stipendium 1909 eine Reise nach Paris unternahm. Ab November 1909 arbeiteten sie im Dessinateur-Atelier des Hauses Ch. Gros-Renaud an der 4. Rue du Faubourg Montmartre.
Da Weber seine Studien auf einen Abschluss als Fachzeichenlehrer ausrichtete, belegte er ab 1910 Zeichenkurse am Eidgenössischen Polytechnikum Zürich sowie bei Willy Hummel an der Schule von Luise Stadler. Von 1911 bis Herbst 1914, unterbrochen von Reisen, studierte Weber an der École nationale supérieure des arts décoratifs und an Privatakademien. Als er enttäuscht aus Paris heimkehrte und ihm von allen Seiten von der Malerei abgeraten wurde, bot ihm Karl Emil Wild-Gsell an, ihn nochmals für ein halbes Jahr an der Zeichnungsschule aufzunehmen. Nach bestandenem Staatsexamen als Zeichenlehrer unterrichtete Weber als solcher einzig im Sommer 1916 im Rahmen einer Stellvertretung an der Industrieschule (Oberschule) in Zürich.
Zu Webers Mäzenen und Förderer gehörten Max Huber-Escher und Hans Bosshard aus Luzern. Zudem gehörte die Galerie Thum an der Bahnhofstrasse in St. Gallen zu den ersten, die seine Bilder zum Verkauf anboten. Ein Sammler und Liebhaber seiner Werke unterstützte Weber mit zahlreichen Bildkäufen. 

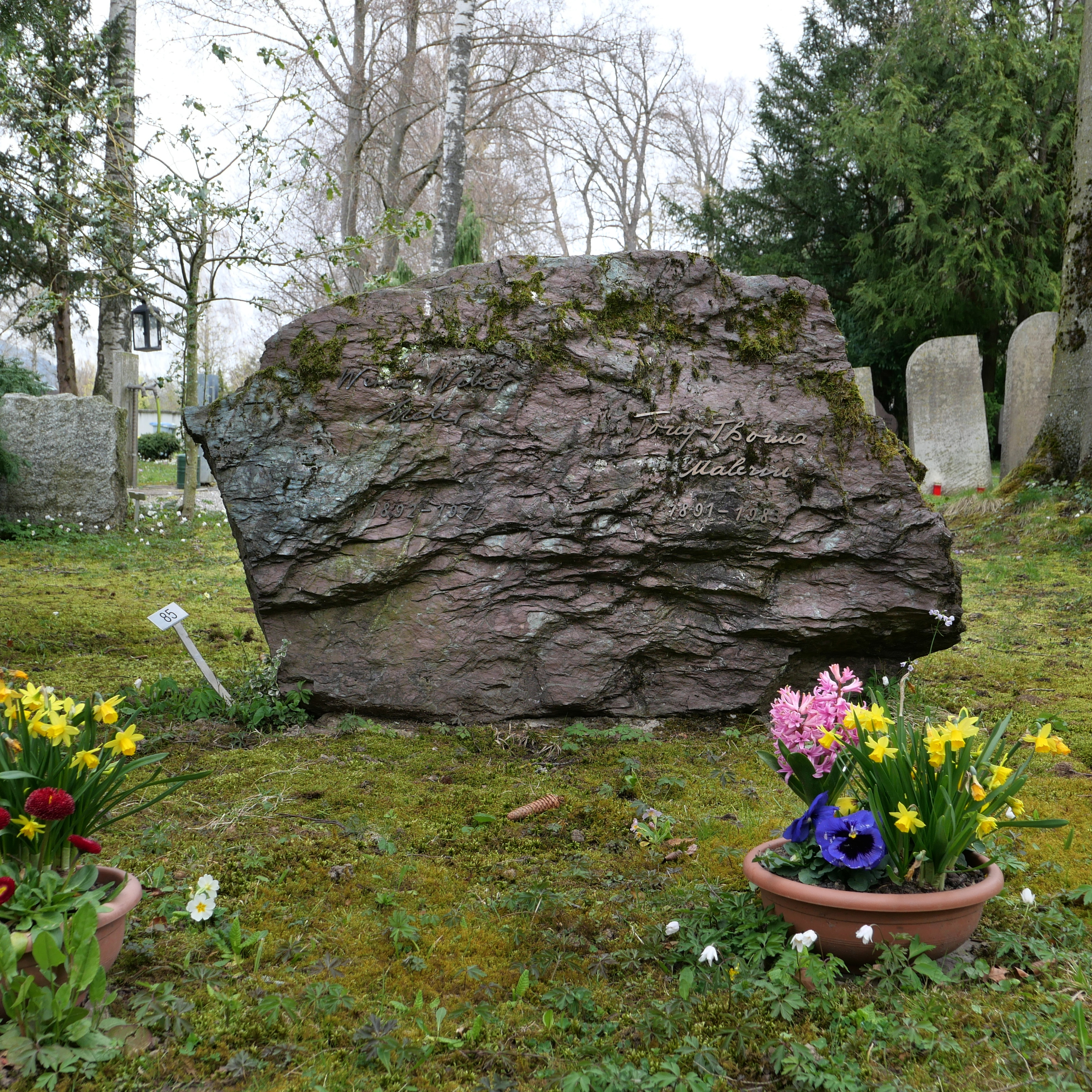
Grab, Friedhof Rüschlikon

Werner Weber unternahm bis im Sommer 1935 zahlreiche Reisen nach Italien, Frankreich, Deutschland und Holland. Die Wintermonate verbrachte er vorzugsweise auf Mallorca. In Zürich übernahm Weber das ehemalige Atelier von Rudolf Koller am Zürichhorn. Weitere Reisen führten Weber nach Holland, Belgien und Paris. Da das Atelier wegen der bevorstehenden Schweizerischen Landesausstellung von 1939 abgerissen wurde, sah sich Weber nach einem Ersatz um und erwarb das Atelier des 1937 verstorbenen Fritz Widmann in Rüschlikon. 
Werner Weber war Mitglied der Sektion Genf der GSMBA und versuchte zweimal vergebens, in die Sektion Zürich der GSMBA aufgenommen zu werden. In der Folge war es ihm nur möglich, einzelne Bilder in Ausstellungen im Kunsthaus Zürich zu zeigen, doch um eine grössere Ausstellung bewarb er sich vergebens.
Weber wohnte mit seiner Ehefrau, der Malerin Tony geborene Thoma (1891–1983), im «Brahmshaus» hoch über dem Zürichsee. Nachdem er eine Stiftung eingesetzt hatte, deren Aufgabe es ist, seinen künstlerischen Nachlass zu verwalten, verstarb Werner Weber am 15. August 1977. Das Künstlerehepaar fand die letzte Ruhestätte auf dem Friedhof in Rüschlikon.